# Châtelais
Châtelais – miejscowość i dawna gmina we Francji, w regionie Kraj Loary, w departamencie Maine i Loara. W 2013 roku jej populacja wynosiła 667 mieszkańców. 
W dniu 15 grudnia 2016 roku z połączenia 15 ówczesnych gmin – Aviré, Le Bourg-d’Iré, La Chapelle-sur-Oudon, Châtelais, La Ferrière-de-Flée, L’Hôtellerie-de-Flée, Louvaines, Marans, Montguillon, Noyant-la-Gravoyère, Nyoiseau, Sainte-Gemmes-d’Andigné, Saint-Martin-du-Bois, Saint-Sauveur-de-Flée oraz Segré – utworzono nową gminę Segré-en-Anjou-Bleu. Siedzibą gminy została miejscowość Segré. 